# Anaxagorea brevipes
Anaxagorea brevipes é uma espécie de magnólia. Foi descrito pela primeira vez por George Bentham. Anaxagorea brevipes pertence ao gênero Anaxagorea, e à família Annonaceae.
Este tipo de planta pode ser encontrado em:
- Brasil
- Peru

Não há tipos listados como este.